# جان ويبر (رياضي)
جان ويبر (بالتشيكية: Jan Weber)‏ (و. 1986  م) هو رياضي تشيكي، ولد في براغ.

## معرض صور

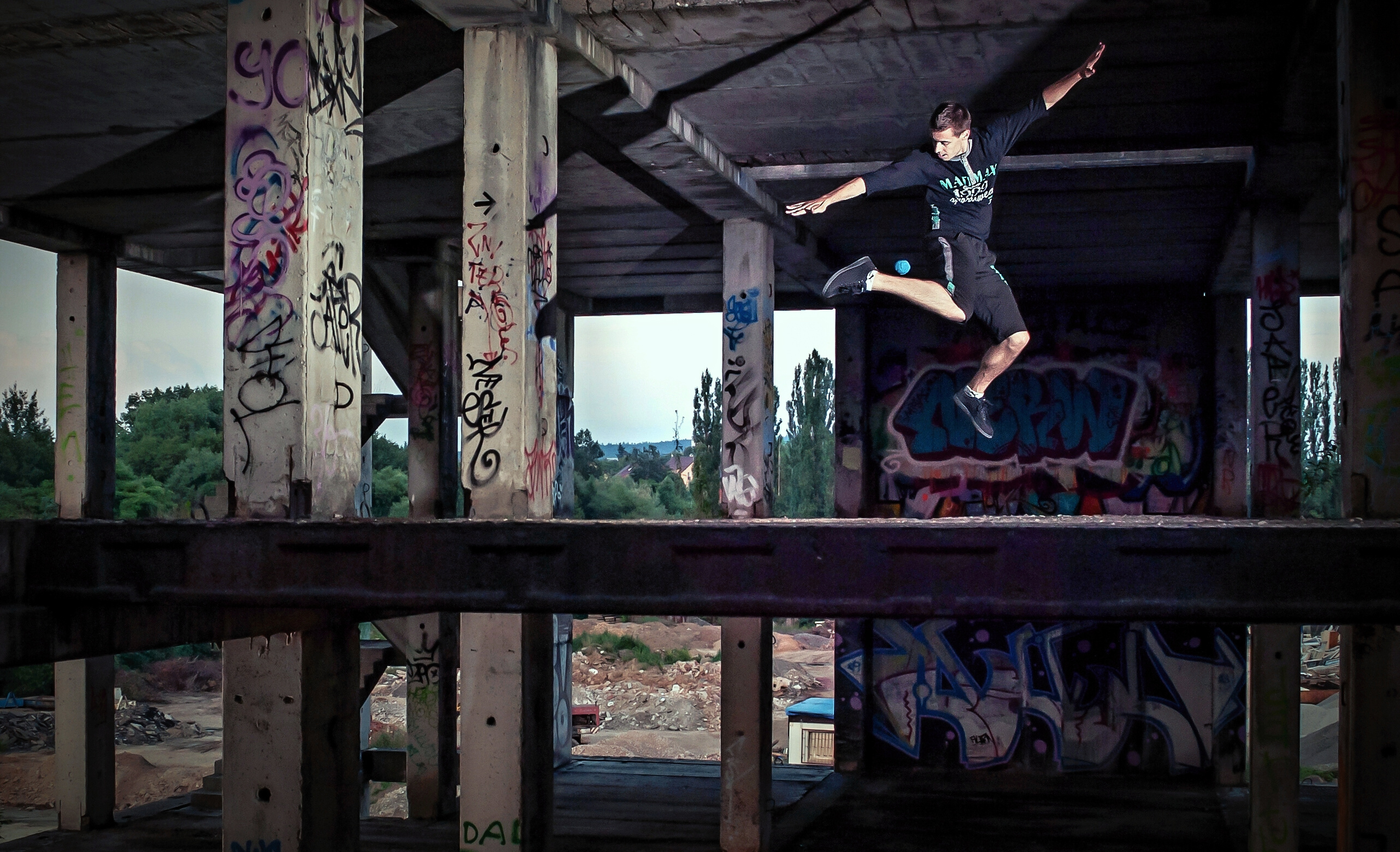
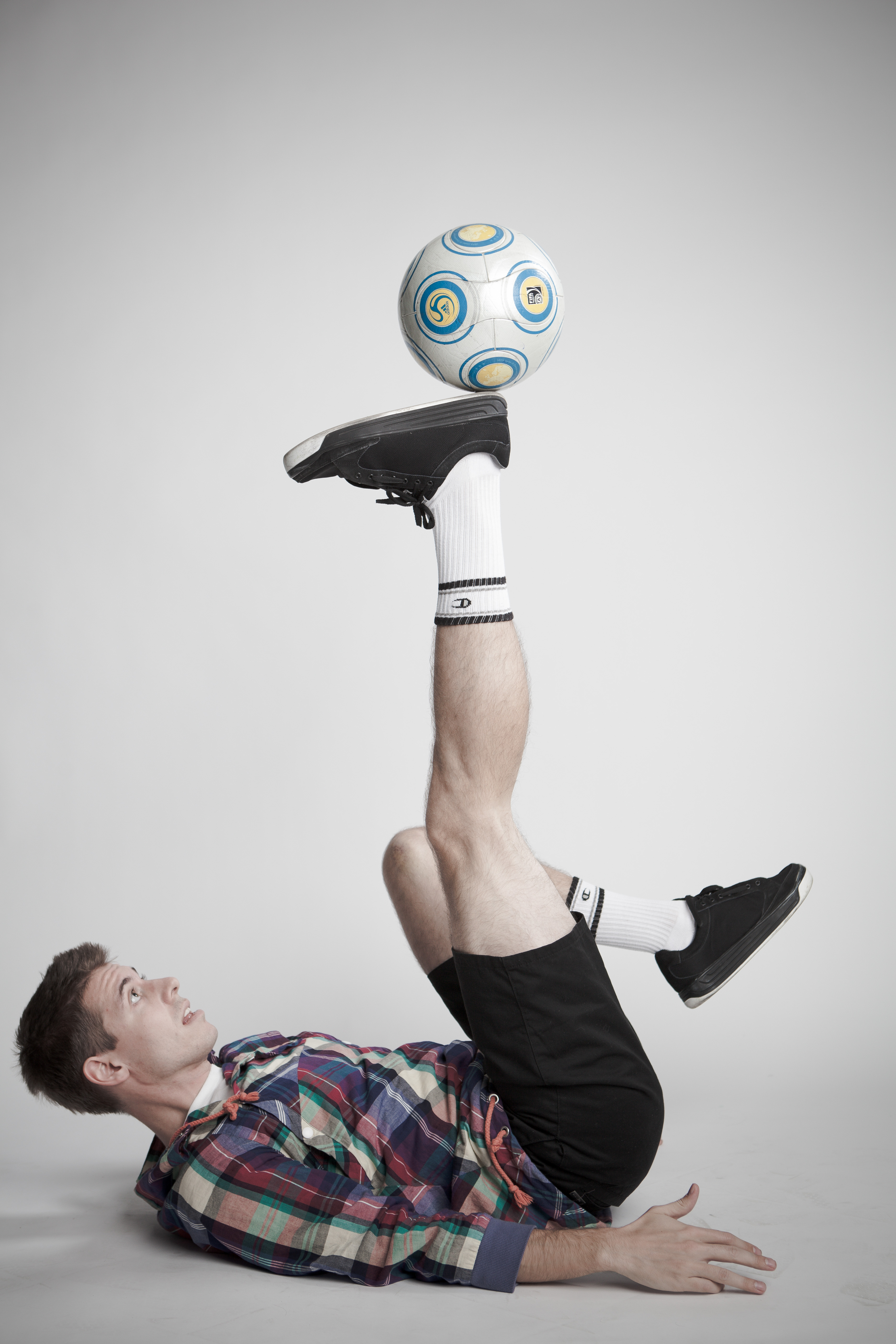
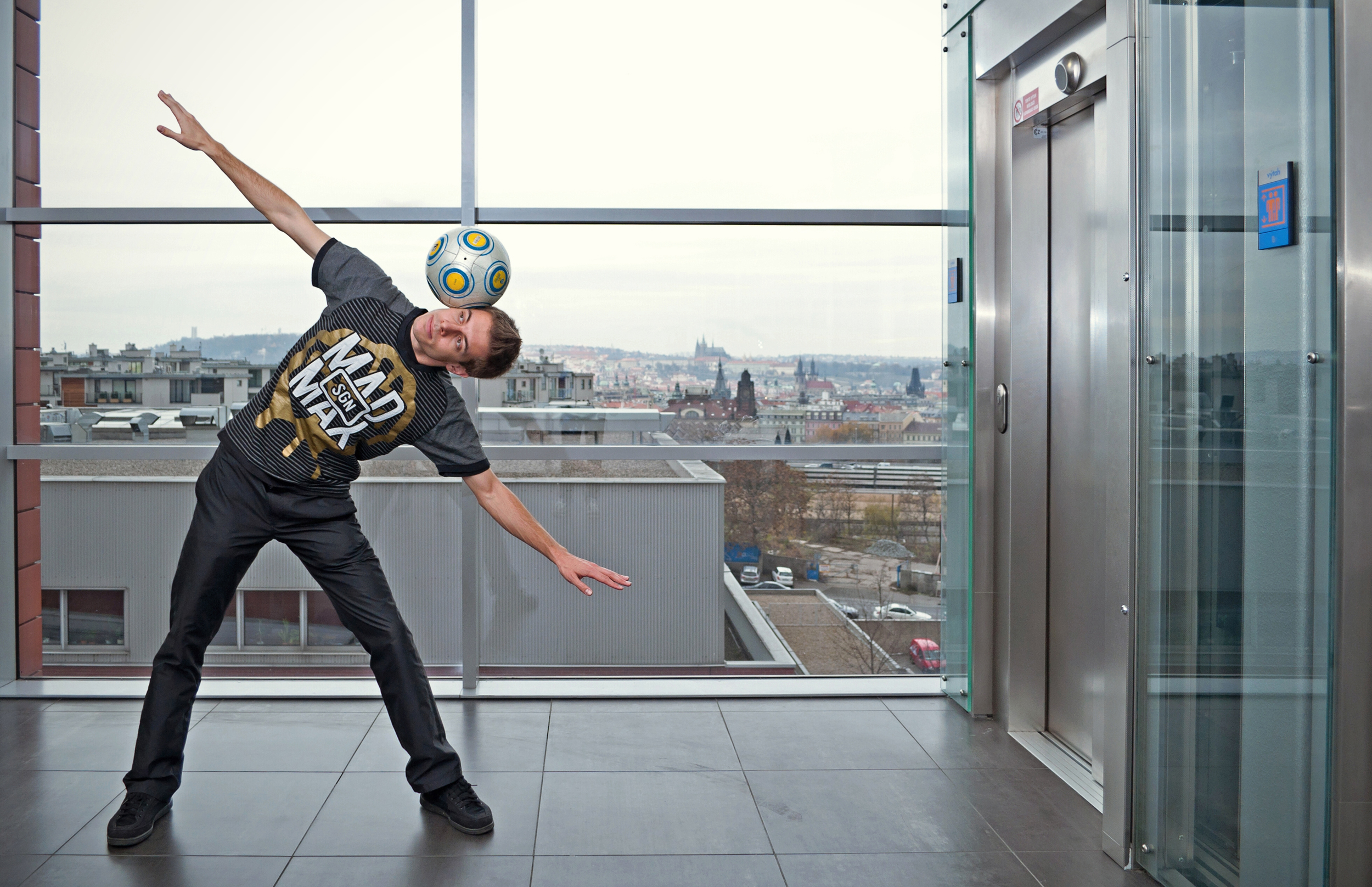
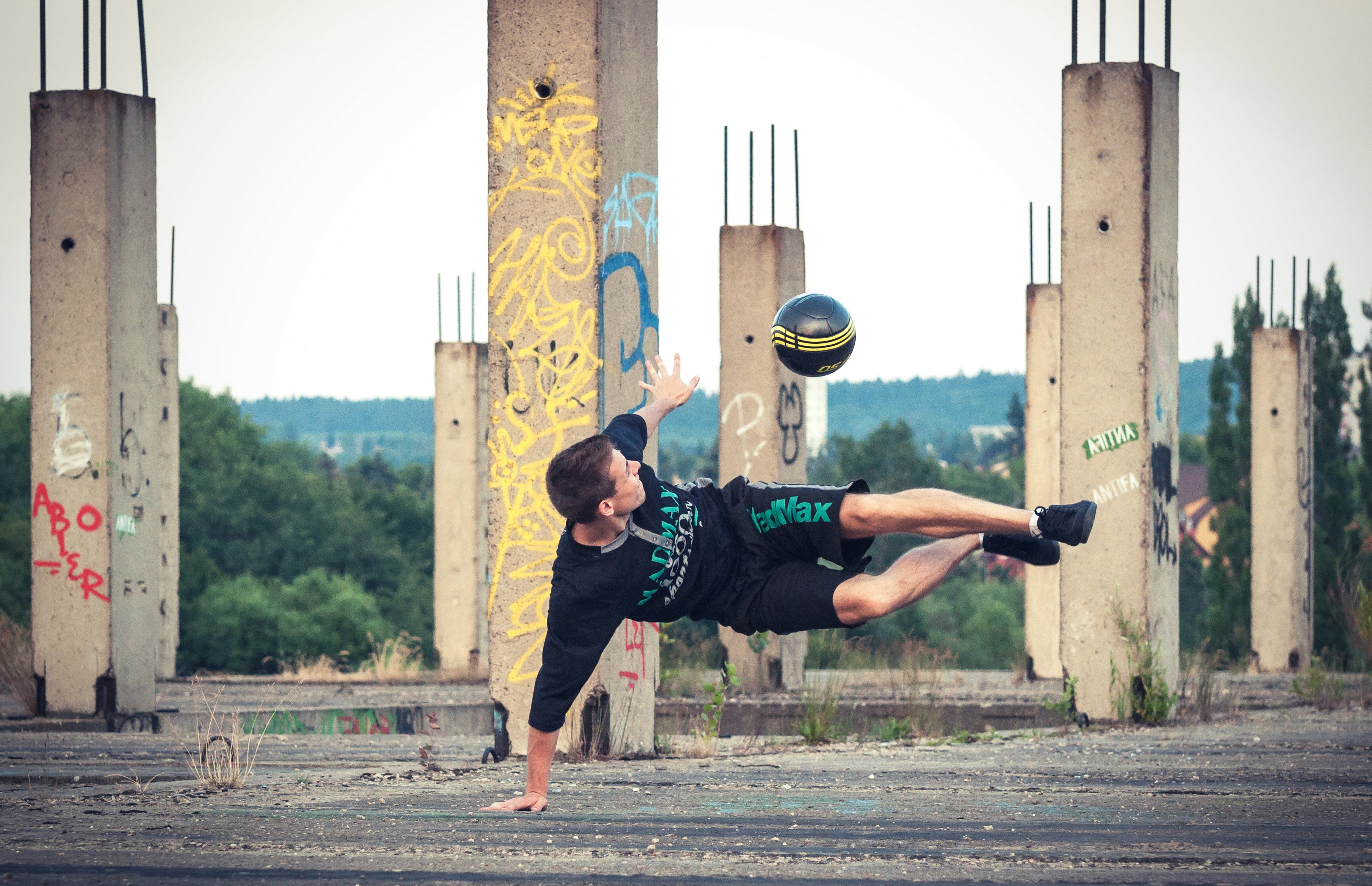